# Hystrichodexia echinata
Hystrichodexia echinata là một loài ruồi trong họ Tachinidae.